# Ingleby Arncliffe
Ingleby Arncliffe – wieś w Anglii, w hrabstwie North Yorkshire, w dystrykcie (unitary authority) North Yorkshire. Leży 52 km na północ od miasta York i 331 km na północ od Londynu.